# Monte San Elías
El monte San Elías es el cuarto pico más alto de América del Norte con una altura de 5488 metros, solo superado por el monte Denali (6160 m), el monte Logan (5959 m), y el pico de Orizaba (5636 m). Fue llamado así en honor del profeta Elías.

## Situación
Se encuentra en la frontera entre Alaska (Estados Unidos) y el territorio del Yukón (Canadá), a pocos kilómetros del océano Pacífico y a alrededor de 40 km al suroeste del monte Logan, la montaña más alta de Canadá.
Esta montaña fue reconocida por primera vez el 16 de julio de 1741 por el ruso Vitus Bering. Algunos historiadores atribuyen la elección del nombre de esta montaña a Bering mismo, otros piensan que fueron los cartógrafos del siglo XIX los que la llamaron así más tarde. Los alrededores también fueron exploraron en junio de 1786 por la expedición de La Pérouse.
Es parte del parque nacional y reserva Wrangell-San Elías lado americano y del parque nacional Kluane lado canadiense. El lugar se caracteriza por montañas, valles y ríos que contienen una gran variedad de vida silvestre.
En el idioma nativo Tlingit, es llamado Yaas'éit'aa Shaa, que significa «la montaña de más allá de la bahía de hielo» y algunas veces Shaa Tléin, «alta montaña ».
El monte San Elías es conocido por ser el pico más alto que está tan cerca de un mar u océano. Su cumbre está a sólo 16 km del fondo del fiordo Taan. Esto da a la cumbre una gran relieve vertical, comparable al del Denali (antes monte McKinley) o a las cumbres del Himalaya.
El monte San Elías se ascendió por primera vez el 31 de julio de 1897 por el explorador español, el infanteLuis Amadeo de Saboya (que también reconoció la vía actual del K2), acompañado por su equipo y el fotógrafo Vittorio Sella. La segunda subida tuvo lugar en 1945, cuando un grupo del Club Alpino de la Universidad de Harvard - entre los que se encontraba el historiador de la montaña Dee Molenaar - la subieron por la vía de Southwest Ridge. El monte San Elías es muy poco escalado hoy día, a pesar de su altura, a causa de las terribles condiciones climáticas debido a su proximidad al mar. Dada su posición en latitud, las nieves son persistentes en toda la montaña a más de 600 metros.